# Hypocryptadius cinnamomeus
A Hypocryptadius cinnamomeus  a madarak osztályának verébalakúak (Passeriformes)  rendjébe és a verébfélék (Passeridae) családjába tartozó Hypocryptadius nem egyetlen faja.

## Rendszerezése
A nemet és a fajt is Ernst Hartert német ornitológus írta le 1903-ban. Sorolták a pápaszemesmadár-félék (Zosteropidae) családjába is.

## Előfordulása
A Fülöp-szigetekhez tartozó Mindanao szigetén honos. Természetes élőhelyei a szubtrópusi és trópusi síkvidéki és hegyi esőerdők. Állandó, nem vonuló faj.

## Megjelenése
Testhossza 15 centiméter.

## Természetvédelmi helyzete
Az elterjedési területe elég nagy, egyedszáma ugyan csökken, de még nem éri el a kritikus szintet. A Természetvédelmi Világszövetség Vörös listáján nem fenyegetett fajként szerepel.